# 老貝克斯利及錫德卡普 (英國國會選區)

選區在大倫敦的位置

老貝克斯利和錫德卡普（英語：Old Bexley and Sidcup），英國國會一自治市選區，包括大倫敦東部貝克斯利區南部的八個地方選區。
自1983年始設以來一直是保守黨的選區。現任議員詹姆士·布羅肯希爾在2010年大選中自霍恩徹奇選區轉戰本區，以54.1%選票當選連任。